# SN 2006rn
SN 2006rn – supernowa typu Ia odkryta 9 listopada 2006 roku w galaktyce A231604-0811. Jej maksymalna jasność wynosiła 18,88m.